# 안드로메다자리 입실론
안드로메다자리 입실론(υ Andromedae / υ And)은 안드로메다자리에 있는 별이다. 이 별은 쌍성으로 지구에서 44광년 떨어져 있다. 주성 A는 태양과 비슷한 K형 주계열성이며, 반성 B는 적색 왜성이다. 두 항성은 약 750AU 떨어져서 질량중심을 공전하고 있다.
1999년 이후 주성 안드로메다자리 입실론 A를 공전하는 행성이 3개 발견되었다. 이들 행성은 목성과 비슷한 가스 행성으로 추측된다. 안드로메다 A는 주계열성 주위를 도는 별들 중 2개 이상의 행성을 거느린 최초의 발견 사례인 동시에, 쌍성계로서 행성을 거느리는 것으로 밝혀진 최초의 사례이기도 하다.
입실론은 지구에서 비교적 가까운 곳에 있다. 히파르코스 위성의 시차 자료로 측정한 거리는 44광년이다. A의 겉보기 등급은 +4.09이다. 반성 B는 망원경으로만 관측할 수 있다.

## 항성계
안드로메다자리 입실론 A는 F8V형의 주계열성으로, 우리 태양보다 몇 배 더 밝고 좀 더 뜨거운 별이다. '제네바-코펜하겐 연구자료'에 따르면 이 별의 나이는 약 33억 년으로 태양보다 좀 더 젊다. 다만 이 별의 질량은 태양의 1.3배이기 때문에 입실론 A는 태양보다 생을 먼저 마감할 것이다. 이 항성 주위에 생명체가 존재할 만한 궤도를 도는 가상행성이 받을 자외선의 양은, 지구가 태양으로부터 받는 것과 비슷할 것이다.
안드로메다자리 입실론 B는 분광형 M4.5V의 적색 왜성이며, 주성에서 750AU 떨어져 있다. 이 별은 2002년 발견되었으며, 태양보다 훨씬 어둡고 차갑다.

## 행성계
A의 주위를 도는 행성은 지금까지 3개가 발견되었다. 이 중 가장 안쪽 궤도를 돌고 있는 안드로메다자리 입실론 b는 1996년 발견되었고, 1997년 존재가 공식적으로 인정되었다. 이 행성은 샌프란시스코 주립대 Geoffrey Marcy, R. Paul Butler가 발견하였다. b의 발견에는 도플러 효과가 응용되었다. b는 어머니 항성에 가깝게 붙어 빠르게 공전했기 때문에, 항성의 떨림을 상대적으로 쉽게 감지할 수 있었다. 이 행성은 안드로메다 입실론 A의 채층 활동을 활발하게 하는 역할도 수행하는 것으로 보인다.
b가 발견된 이후 항성의 떨림을 관측하는 과정에서, 이 항성이 2개의 행성을 더 거느리고 있음을 알아내게 되었다. 하버드-스미소니언 천체물리학 센터, 샌프란시스코 주립대의 천문학자들이 각각 독립적으로 이 사실을 알아냈다. 두 행성은 어머니 항성에서 가까운 순서대로 c, d라는 이름을 부여받았다. 두 행성은 우리 태양계의 명왕성보다 더 찌그러진 궤도를 그리며 공전을 하는 것으로 밝혀졌다. d는 생명체 거주가능 영역을 공전하고 있다. d는 천구면에 대하여 궤도 경사각이 155.5°로, 실제 질량이 목성의 9배에서 10배 사이로 추측된다.
제 4의 행성은 아직 발견되지 않고 있다. 다만 천문학자들은 만약 5AU 정도 거리에 제 4의 가스행성이 존재할 경우 행성들의 궤도는 안정되게 존속하지 못한다고 예측한다. 현재 가장 바깥쪽 궤도를 돌고 있는 d의 경우 공전궤도의 이심률이 큰데, 이는 이전에 있었던 제 4의 행성 때문인 것으로 보인다. 제 4의 행성은 이로 말미암아 행성계에서 이탈했거나 행성들과 충돌하여 소멸된 것으로 보인다. 이는 더 안쪽 행성인 c의 궤도에도 영향을 미쳐서, c의 궤도는 6,400년을 주기로 원형 궤도와 타원형 궤도를 왕복하게 된다.
안드로메다자리 입실론 A의 주위에는 태양과 같은 카이퍼 대가 없다. 이는 반성 B의 중력이 A 주위의 물질들을 흩어 놓았기 때문으로 추측된다.
| 동반천체 (모항성에서 가까운 순서) | 질량 (MJ)      | 공전주기 (일)       | 긴 반지름 (AU)   | 이심률            |
| --------------------------------- | -------------- | ------------------- | ---------------- | ----------------- |
| b                                 | >0.687 ± 0.058 | 4.617113 ± 0.000082 | 0.0595 ± 0.0034  | 0.023 ± 0.018     |
| c                                 | >1.97 ± 0.17   | 241.23 ± 0.30       | 0.830 ± 0.048    | 0.262 ± 0.021     |
| d                                 | >3.93 ± 0.33   | 1290.1 ± 8.4        | 2.54 ± 0.15      | 0.258 ± 0.032     |
| e                                 | >1.059 ± 0.028 | 3848.86 ± 0.74      | 5.2456 ± 0.00067 | 0.00536 ± 0.00044 |

## 같이 보기
- 페가수스자리 51
- 외계 행성